# Jerry Only
Gerald Caiafa, conosciuto come Jerry Only (Lodi, 21 aprile 1959), è un bassista e cantante statunitense, membro dei Misfits.

## Biografia
Ad appena 17 anni, quattro anni dopo la nascita dei Ramones, fondò insieme all'amico Glenn Danzig e al fratello minore Doyle Wolfgang Von Frankenstein quello che sarà il gruppo per eccellenza dell'horror punk: i Misfits.
Jerry divenne ben presto il simbolo della band e del suo stile, caratterizzato da giacche di pelle borchiate, cerone sotto gli occhi e l'ormai famosissimo Devilock; il suo stesso strumento, un basso a quattro corde, prese il nome di Devastator Bass: anch'esso completamente nero, con diversi spuntoni e un teschio agganciato al manico.
Dopo qualche anno Glenn Danzig abbandonò il gruppo per fondare i Samhain, poi diventati i Danzig; Jerry suonò per qualche tempo per conto suo ma più tardi, ottenuto il copyright sul nome Misfits, rifondò il gruppo con due nuovi membri (Dr. Chud come batterista e Michale Graves alla voce, sempre assieme al fratello).
Nel 2018 i Misfits originali si riformano.

## Discografia

### The Misfits
- Static Age (1978)
- Walk Among Us (1982)
- Earth A.D./Wolfs Blood (1983)
- American Psycho (1997)
- Famous Monsters (1999)
- Project 1950 (2003)
- The Devil's Rain (2011)

### Kryst The Conqueror
- Deliver Us from Evil (1989)

### Osaka Popstar
- Osaka Popstar and the American Legends of Punk (2006)